# San Martín, Tetela de Ocampo
San Martín är en ort i Mexiko.   Den ligger i kommunen Tetela de Ocampo och delstaten Puebla, i den sydöstra delen av landet, 140 km öster om huvudstaden Mexico City. San Martín ligger 1 913 meter över havet och antalet invånare är 453.
Terrängen runt San Martín är kuperad västerut, men österut är den bergig. San Martín ligger nere i en dal. Runt San Martín är det ganska tätbefolkat, med 60 invånare per kvadratkilometer. Närmaste större samhälle är Zacatlán, 16,1 km nordväst om San Martín. I omgivningarna runt San Martín växer i huvudsak blandskog.